# 元木寛人
元木 寛人（もとき ひろと、1993年2月16日 - ）は、福岡放送のアナウンサー。北海道札幌市出身。

## 来歴
早稲田大学政治経済学部卒業後、2015年に福岡放送に入社。同期入社は石川愛（2020年12月退職後、フリー転身）、松井くらら（2018年4月退職）。
入社から4年後の2018年、第39回NNSアナウンス大賞において最優秀新人賞を受賞した。
福岡県を本拠とするローカルプロレス団体：九州プロレスの興行において、同社のYouTube配信の実況アナウンサーを担当している。

## 出演番組

### 現在
- めんたいワイド2023年現在スポーツコーナー、フィールドキャスター（月・水・金）を主に担当、2022年度までは不定期で松井礼明不在時のMC代理も担当していた。
- スポーツ実況
- みたいけん。FBS
- 定時ニュース
- MONDAY NIGHT VAI!実況担当(九州プロレス)
- 夢空間スポーツ（2023年4月〜）

### 過去
- FBS金曜トレビアン（2017年4月-2018年9月 、MC）
- NEWSめんたいPlus（不定期、スポーツコーナー担当）